# جير إرونين
جير إرونين (بالفنلندية: Jere Uronen)‏ (13 يوليو 1994 بتوركو في فنلندا - ) هو لاعب كرة قدم فنلندي في مركز الدفاع. شارك مع منتخب فنلندا تحت 21 سنة لكرة القدم ومنتخب فنلندا لكرة القدم. أما مع النوادي، فقد لعب مع نادي توركو ونادي جينك ونادي هلسينغبورغ وÅbo IFK ‏.

## وصلات خارجية
- جير إرونين على موقع الاتحاد الدولي (مؤرشف)  (الإنجليزية)
- جير إرونين على موقع الاتحاد الأوربي (الإنجليزية)
- جير إرونين على موقع اتحاد السويد (السويدية)
- جير إرونين على موقع الدوري الأمريكي (الإنجليزية)
- جير إرونين على موقع قاعدة بيانات كرة القدم.إي يو (الإنجليزية)
- جير إرونين على موقع ناشيونال فوتبول تيمز (الإنجليزية)
- جير إرونين على موقع Soccerbase.com (لاعب) (الإنجليزية)
- جير إرونين على موقع Soccerway.com (الإنجليزية)
- جير إرونين على موقع عالم كرة القدم.نت (الإنجليزية)
- جير إرونين على موقع AS.com (الإسبانية)